# Stylidium dilatatum
Stylidium dilatatum este o specie de plante dicotiledonate din genul Stylidium, familia Stylidiaceae, ordinul Asterales, descrisă de W.D.Jacks. și Amp; R.J.E.Wiltshire. Conform Catalogue of Life specia Stylidium dilatatum nu are subspecii cunoscute.